# Municipio de Moore (Dakota del Sur)
El municipio de Moore (en inglés, Moore Township) es una subdivisión administrativa del condado de Charles Mix, Dakota del Sur, Estados Unidos. Según el censo de 2020, tiene una población de 89 habitantes.
Abarca una zona exclusivamente rural.

## Geografía
Está ubicado en las coordenadas 43°18′3″N 98°35′13″O / 43.30083, -98.58694. Según la Oficina del Censo de los Estados Unidos, tiene una superficie total de 160,91 km², correspondientes en su totalidad a tierra firme.

## Demografía
Según el censo de 2020, hay 89 personas residiendo en la zona. La densidad de población es de 0,55 hab./km². El 95,51 % son blancos y el 4,49% son de una mezcla de razas. No hay hispanos o latinos viviendo en el área.